# ベートーヴェンの死

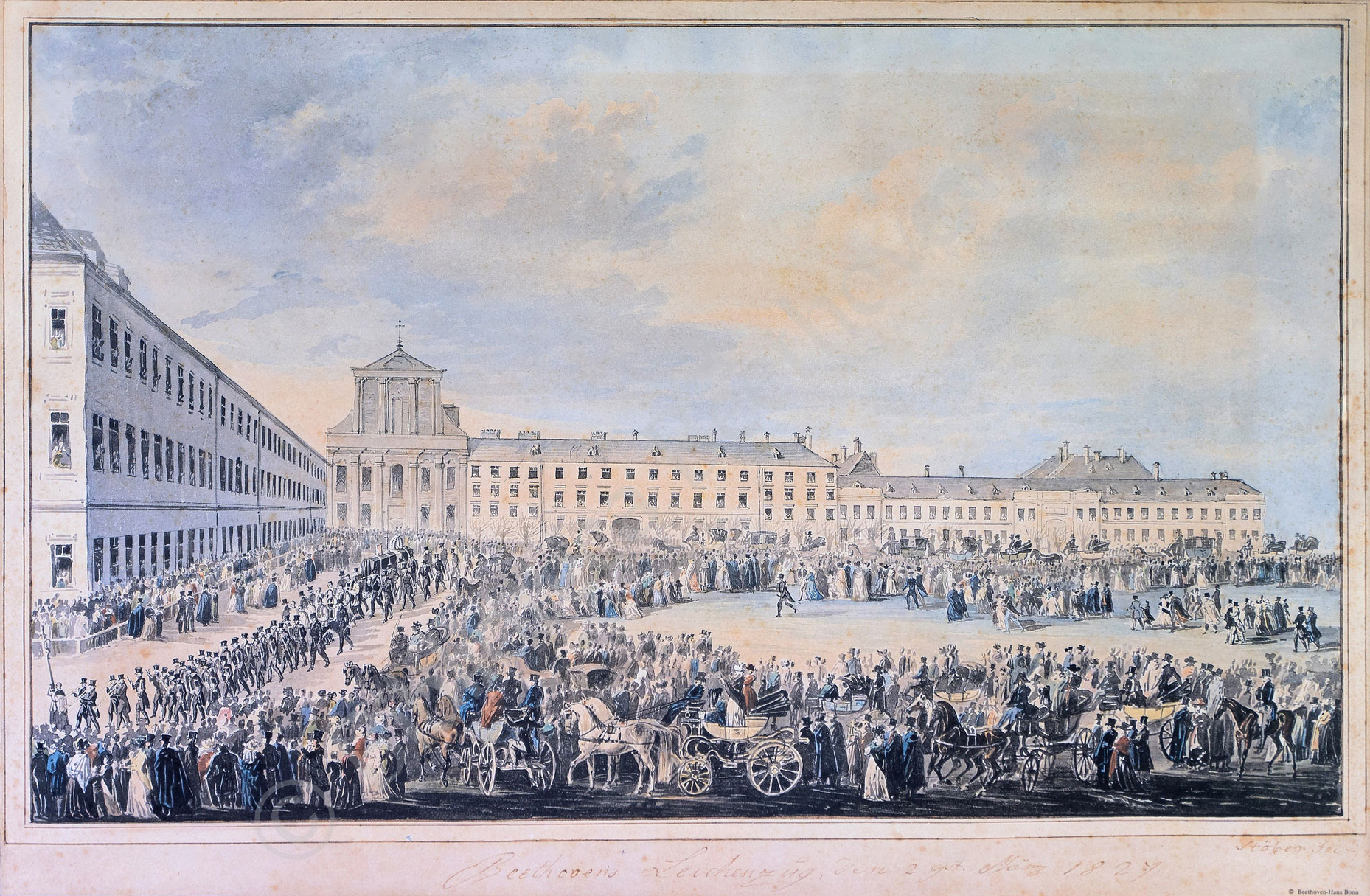
ベートヴェンの葬儀 フランツ・クサーヴァー・シュテーバー画

ベートーヴェンの死では、ドイツの作曲家ルートヴィヒ・ヴァン・ベートーヴェンの死について解説する。ベートーヴェンは長きにわたる闘病の末、1827年3月26日にウィーンのシュヴァルツシュパニエルハウス内の自室にて56年の生涯を閉じた。最期を看取ったのは義理の妹、近しい友人のアンゼルム・ヒュッテンブレンナーであり、秘書のカール・ホルツも立ち会った可能性があるとされる。ヒュッテンブレンナーはこの時のことを鮮やかに描写している。3日後に行われたベートーヴェンの葬儀と葬送の列は大勢の群衆に見守られて行われた。当初はヴェーリングの墓地へ埋葬されたが、亡骸は1888年にウィーン中央墓地へと改葬された。
ヒュッテンブレンナーの記述を用いてベートーヴェンは最後の瞬間に抵抗への意欲を見せた、また憤っていたとされている。彼の臨終の言葉、そして真の死因も史実に関する議論では議題とされることがある。

## 命を奪った病

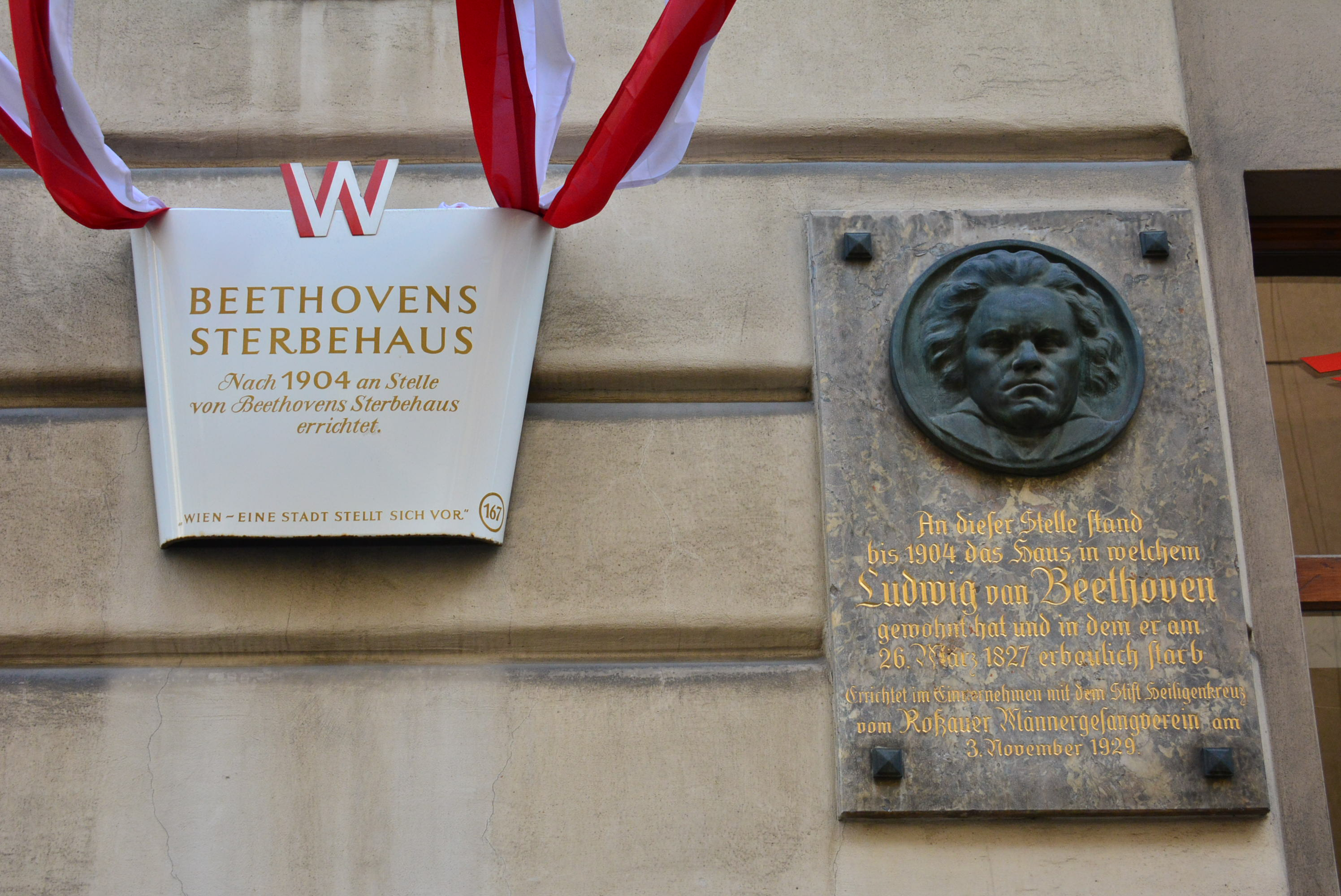
シュヴァルツシュパニエル通り15に掲げられた銘板

ベートーヴェンは晩年、衰え行く健康に悩まされていた。いわゆる「後期」もこの時期に当たっており、彼の作品の中でも最大の賞賛を集めるような作品が生み出されている。完成させることが出来た最後の作品は難渋な『大フーガ』を置き換えるために書かれた弦楽四重奏曲第13番の終楽章で、これに伴い『大フーガ』は作品番号133を得て単独で出版された。その後まもなくの1826年の終わりごろ、病気が再発して嘔吐と下痢の症状が出たことが彼の命の終焉を早めた。
回復の見込みがないことが明らかになるにつれ、ベートーヴェンの周囲には友人たちが集っては手を差し伸べるとともに最後の表敬を行った。担当医たちは腹水を緩和すべく計4回の手術を実施し、最初の1回で感染を引き起こすもそれ以外は問題とならなかった。3月24日には最後の秘跡を授かり、3月26日に意識を喪失すると同日夕方に息を引き取った。この時、家の中にはベートーヴェンの弟のヨハン、カール・ホルツ、幾人かの友人らが居たとみられるが、アンゼルム・ヒュッテンブレンナーが1860年に書き記したところによると、彼自身とベートーヴェンの義理の妹の2人のみが臨終を看取ったのだという。

### 最期の言葉
記録に残るベートーヴェンの最後の言葉は、死が迫る中で出版社から贈られた12本のワインのボトルについて発した「残念、残念 - 遅すぎた!」である。彼の最後の言葉がイタリア語のコンメディア・デッラルテの典型的な結びの句である"Plaudite, amici, comedia finita est"（喝采を、諸君、喜劇は終わった）であると信じる向きもあったが、これは1860年にヒュッテンブレンナーにより明確に否定されている。この他、難聴について「天国では聴こえるに違いない」と述べたというのも作り話である。
ベートーヴェンの伝記作家であるアレグザンダー・ウィーロック・セイヤーは自身のノートに、ベートーヴェンの死に関するヒュッテンブレンナーの記述を書き留めている。ヒュッテンブレンナーの目撃情報は、死に際してベートーヴェンが「拳を天に振りかざした」ことにするため脚色されていることもある。死に瀕した者の精神状態に帰したところで何を証明することもできないので、現代のベートーヴェン学者はこうした情報をうまく言い紛らわせたり、無関係であるとして無視したりする傾向にある。

## 検死と死後の発見

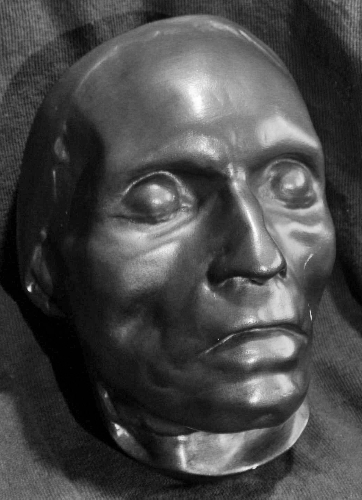
ベートーヴェンのデスマスク、ヨーゼフ・ダンハウザー作。

検死は1827年3月27日に医師のヨハン・ヴァーグナーによって行われた。検死の依頼が誰によって行われたのかは定かではないが、ハイリゲンシュタットの遺書にベートーヴェン自身が明示した希望がこの決定に何らかの影響を与えた可能性は考えられる。検死の結果明らかになったのは肝臓の硬化が進行して萎縮していたことで、腹水の貯留はこれに付随して一般的にみられる症状であった。学者らはベートーヴェンの肝障害が重度のアルコール摂取、感染性の肝疾患、もしくはその両方の結果である可能性に異を唱えている。B型およびC型肝炎は肝硬変を引き起こし得るが、これらは汚染された体液への暴露によって伝播する病気でありベートーヴェンの時代には極めて稀であった。一方、A型肝炎は処理が不適切な食品や飲料水から感染する疾患であり、19世紀には非常に多くの症例があったが、肝硬変のように臓器に回復不能な損傷を与えることはない。
当時の薬品には重金属が用いられるのが一般的であったため、重金属汚染がベートーヴェンの死を招いたと考えられている。また、違法に度数を高めたワインに用いられていた多量の鉛を摂取していたのだとする説もある。18世紀中にはヨーロッパ諸国の大半で禁止されたにもかかわらず、安価なワインに甘味付けを施す酢酸鉛の添加が非常に広く行われていた。起源をローマ時代にまで遡る鉛で甘み付けされたワインの製造を禁じることは困難であり、数を減らすことなく出回っていたのである。ベートーヴェンが梅毒を患って1815年頃の水銀治療が行われたと示唆する資料は残されていないが、こうしたものは他の多種多様な疾患にも利用されていた。
検死報告には聴神経の障害と関連動脈の硬化が記載されている。後者は老化に伴う自然な症状と一致しており、梅毒に由来する炎症でもたらされる損傷ではない。ベートーヴェンの脳は「際立った皺」を持ち、頭蓋内は過剰な髄液で満たされ、左側脳室の内部でやや膜の肥大が見られると記載されている。学者らはある程度の脳萎縮があったのではないかと考えているが、彼が認知の低下の兆候を示すことは生涯なかった。頭蓋骨に関しては「稀に見る厚みを有する」と表現された。
ベートーヴェンの腎臓にはカルシウムの結石の形成が認められ、腎乳頭壊死を発症していたらしいことが窺われる。これは鎮痛剤の乱用に伴い一般的に引き起こされる様態である。また糖尿病も腎乳頭壊死の原因となり得るもので、学者らはベートーヴェンが糖尿病を患っていたという可能性を排除できずにいる。脾臓は正常な大きさの2倍まで肥大しており、門脈圧亢進症も見られている。これらはいずれも末期の肝臓疾患と符合する所見となっている。医師が膵臓について「萎縮、繊維化している」と記述し、膵管が極めて細く狭窄していたことから、重篤な膵炎を患っていたことも明らかになっている。腹腔には赤みがかった液体が大量に貯留しており、自然発生的な細菌感染にいくらか血液が混じったもののようであった。これはおそらく死の直前にうけた腹水除去術によるものと思われる。抗生物質が発見されておらず、細菌の病理が理解されていない当時においては、頻繁に感染を引き起こしてしばしば患者を死に至らしめていた行為であった。
ベートーヴェンの死の直前、直後には、アントン・シンドラーやフェルディナント・ヒラーら多数の者が彼の毛髪からひと房を切り取っている。ヒラーが持ち出した房の大半は現在サンノゼ州立大学のベートーヴェン研究センターが保管している。ベートーヴェンの友人のひとりは誤って「見知らぬ者たちが彼の頭髪を全て切りつくしてしまった」と考えていた。一見髪が失われたように見えたのは、実際には遺体が粛然と横たえられていた際に布で毛髪をほとんど隠すように覆われていたためである。
1827年3月28日にデスマスクの型取りが行われた。遺体は清められ、着衣の上、頭部に白いバラで編まれた花輪が被せられ、オーク材の棺に納められた。手には蝋で形作られた十字架と一輪のユリが添えらえた。
1970年、学術誌『Alcohol and Alcoholism』のエディターを務めるジョン・スペンサー・マデンが検死分析を行った。この検死分析はユーモア作家のアラン・コーレンにより『Careful, Mr. Beethoven, that was your fifth!』と題された喜劇的短編エッセイに引用されて広く知られるようになった。

## 葬儀と埋葬

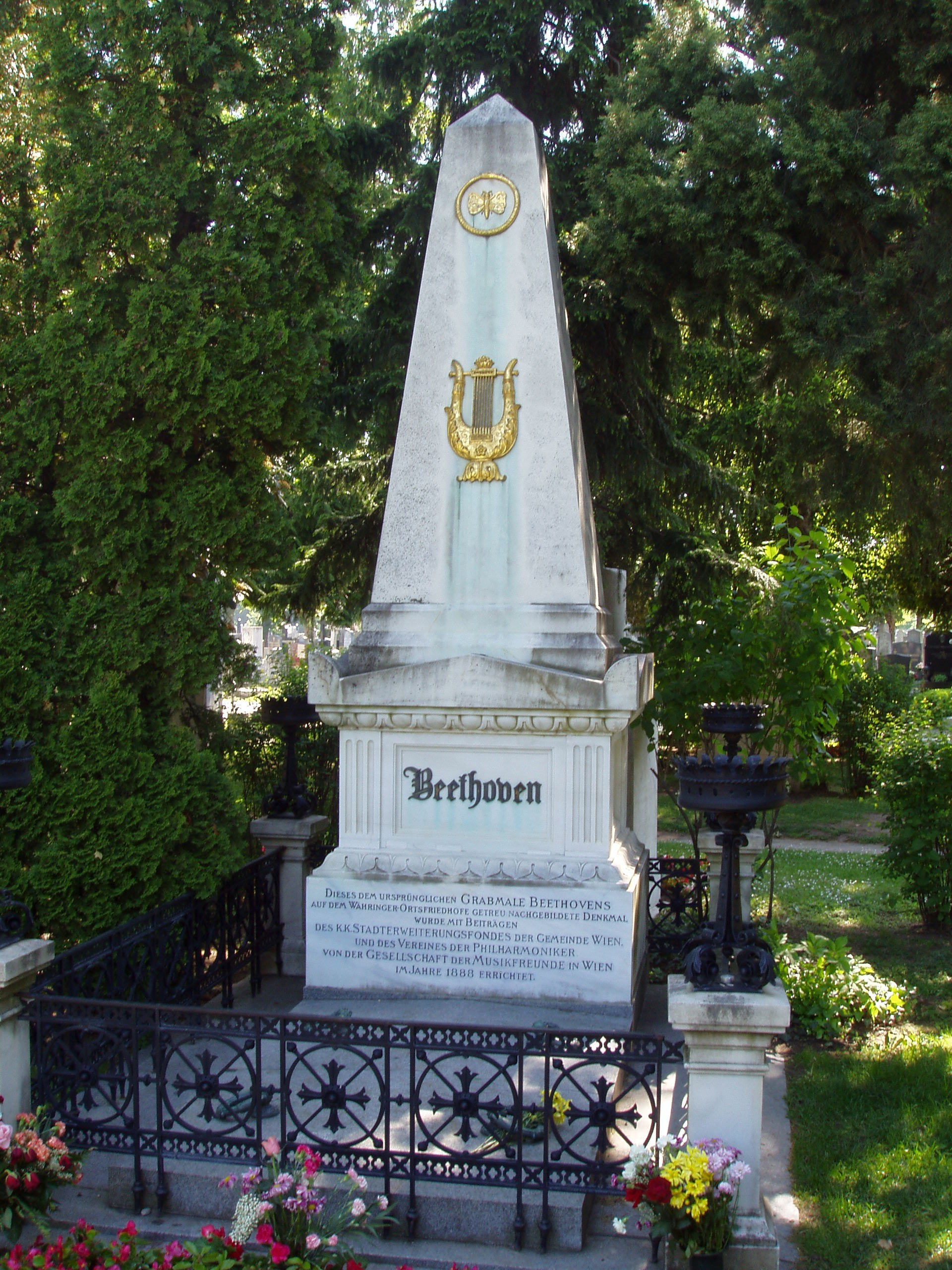
ベートーヴェンの墓、ウィーン中央墓地

1827年3月29日にアルザーグルントで葬儀が営まれ、亡骸はウィーンの北西部に位置するヴェーリング墓地へ埋葬された。何千人という市民が葬送の列に連なった。数の見積もりには幅があるが、様々な場所で1万から3万の見物人が見守ったとされる。劇場は休演となり、多くの著名な芸術家が棺を担ぎ、たいまつを掲げるなどして葬送行進に参加した。ヨハン・ネポムク・フンメル、賛辞を書いたフランツ・グリルパルツァー、カール・チェルニー、フランツ・シューベルトらが参列している。4月3日の記念ミサではイグナーツ・フォン・ザイフリートが書き加えた「Libera me」を含めたモーツァルトのレクイエムが演奏された。
葬儀の後の数日間には、墓掘り人に多額の金が積まれて墓から頭部を持ち去るように依頼が入ったと伝えられた。その結果、ベートーヴェンの友人たちが墓の見張りをすることになった。
1863年にウィーン楽友協会の出資によりベートーヴェンの亡骸は掘り起こされ、研究の後に再度埋葬された。この際、検死の結果バラバラになっていた後頭部の頭蓋骨の破片をオーストリアの医師ロメオ・ゼーリヒマンが入手し、これも現在はベートーヴェン研究センターに収蔵されている。ベートーヴェンの遺骸は1888年にウィーン中央墓地に改葬された。

## 鉛毒の過剰摂取
ベートーヴェンの死因については論争がある。アルコール性の肝硬変、梅毒、感染性の肝炎、鉛中毒、サルコイドーシス、ホイップル病の可能性が提起されている。2008年には、オーストリアの病理医であるクリスティアン・ライターは、ベートーヴェンを診ていた医師のアンドレアス・ヴァヴルフが鉛をもとにした治療薬を誤って過剰量使用して彼を死に至らしめたと主張した。ライターによると、ヴァヴルフは治療薬を腹水を緩和するために用い、鉛が肝臓に入り込んで彼の命を奪ったのだという。しかし、ライターの仮説はヴァヴルフが書き記した「傷は常に乾燥状態に保たれた」という指示書と符合しない。加えて、ヒトの毛髪は鉛汚染を検出するには極めて不向きな材料であり、適切な学術的文献が未出版の状態ではライターの仮説は疑わしいものと考えておかねばならない。
2010年、アンドルー・C.・トッドはベートーヴェンの頭蓋骨片2つを用いて鉛の検出を行い、その鉛濃度は当時の56歳男性として想定されるよりも高くないと結論付けた。しかし、その後の研究でカリフォルニア大学バークレー校のティム・ホワイトは、検証された頭蓋骨片がベートーヴェンのものではなかったと断定している。
とはいうものの、死を招いた原因が鉛中毒である可能性は依然として存在する。蝸牛の神経が萎縮しているという検死の結果は、鉛などの重金属による軸索変性を示唆する証拠のひとつである。長期間にわたる低濃度の鉛への暴露は、亜急性の中毒による運動神経障害に伴い引き起こされる古典的下垂手（wrist drop）よりも、むしろ知覚的、自律的な進行の遅い聴覚の機能不全を発現させる。ベートーヴェンを診た医師らは彼がアルコール依存であると看做しており、彼はとりわけ鉛で汚染されてしまったワインを好んでいた。従って、ベートーヴェンが聴力を失った原因は鉛で汚染されたワインを日常的に摂取していたことであるとすると、他の理由を立てるよりもうまく説明することができるのである。